# 鍋村
鍋村（なべむら）は、熊本県の北部、玉名郡にかつてあった村。

## 歴史
- 1889年4月1日 - 鍋村、下沖洲村、扇崎照寺村が合併し鍋村が成立。
- 1955年4月1日 - 高道村、大野村、睦合村と合併し岱明村となる。

## 学校
- 鍋村立鍋小学校